# Lokomotivfeldbahn Miechów–Kocmyrzów
| Die Feldbahn unterquert die Vollbahn bei Miechów Bhf. Stationsanlage Stary Miechów, 1915 |                                                                    |                                    |                                    |
| Streckenverlauf |                                                                    |                                    |                                    |
| Streckenlänge: | 97,250 km                                                          |                                    |                                    |
| Spurweite: | Erst 700 mm (1915) Später 700 mm (1916–1950/51) Schließlich 750 mm |                                    |                                    |
| |                                                                    |                                    |                                    |
| \| \| \| Kehrschleife \| \| \| \| 0,000 \| Charsznica Wąskotorowa \| Charsznica Wąskotorowa \| \| \| \| Charsznica Strecke Tunel–Sosnowiec \| \| \| \| 4,060 \| Chodów \| Chodów \| \| \| \| Strecke Warszawa–Kraków \| \| \| \| 10,712 \| Miechów Wąskotorowy \| Miechów Wąskotorowy \| \| \| 18,373 \| Kalina Mała \| Kalina Mała \| \| \| \| Zadolna \| \| \| \| 22,505 \| Kalina Wielka \| Kalina Wielka \| \| \| 26,021 \| Janowice nad Nidzicą \| Janowice nad Nidzicą \| \| \| 31,215 \| Słaboszów \| Słaboszów \| \| \| \| Buszków \| \| \| \| \| nach Iżykowice und Góry \| \| \| \| 37,175 \| Działoszyce \| Działoszyce \| \| \| 40,440 \| Podgaje \| Podgaje \| \| \| 43,332 \| Skalbmierz \| Skalbmierz \| \| \| 46,752 \| Topola Pińczowska \| Topola Pińczowska \| \| \| \| nach Jędrzejów \| \| \| \| 50,336 \| Cudzynowice \| Cudzynowice \| \| \| 52,915 \| Kaźmierza Wielka \| Kaźmierza Wielka \| \| \| 58,338 \| Donosy \| Donosy \| \| \| 61,521 \| Wielgus \| Wielgus \| \| \| 66,669 \| Ksawerówka \| Ksawerówka \| \| \| 71,233 \| Kościelec Wąskotorowy \| Kościelec Wąskotorowy \| \| \| 75,227 \| Stągniowice \| Stągniowice \| \| \| 77,408 \| Szreniawa Miechowska \| Szreniawa Miechowska \| \| \| 79,419 \| Proszowice \| Proszowice \| \| \| 84,011 \| Posądza \| Posądza \| \| \| 87,365 \| Łyszkowice \| Łyszkowice \| \| \| 89,658 \| Biurków \| Biurków \| \| \| 93,093 \| Zielona Wąskotorowa \| Zielona Wąskotorowa \| \| \| 97,250 \| Kocmyrzów Wąskotorowy[2] \| Kocmyrzów Wąskotorowy[2] \| |                                                                    |                                    |                                    |
| |                                                                    | Kehrschleife                       |                                    |
| Kopfbahnhof Streckenanfang und quer (Strecke außer Betrieb) · Strecke nach rechts | 0,000                                                              | Charsznica Wąskotorowa             | Charsznica Wąskotorowa             |
| Bahnhof quer · Kreuzung geradeaus unten · Strecke quer |                                                                    | Charsznica Strecke Tunel–Sosnowiec | Charsznica Strecke Tunel–Sosnowiec |
| Bahnhof (Strecke außer Betrieb) | 4,060                                                              | Chodów                             | Chodów                             |
| Kreuzung geradeaus unten (Strecke geradeaus außer Betrieb) |                                                                    | Strecke Warszawa–Kraków            | Strecke Warszawa–Kraków            |
| Bahnhof (Strecke außer Betrieb) | 10,712                                                             | Miechów Wąskotorowy                | Miechów Wąskotorowy                |
| Bahnhof (Strecke außer Betrieb) | 18,373                                                             | Kalina Mała                        | Kalina Mała                        |
| Haltepunkt / Haltestelle (Strecke außer Betrieb) |                                                                    | Zadolna                            | Zadolna                            |
| Bahnhof (Strecke außer Betrieb) | 22,505                                                             | Kalina Wielka                      | Kalina Wielka                      |
| Bahnhof (Strecke außer Betrieb) | 26,021                                                             | Janowice nad Nidzicą               | Janowice nad Nidzicą               |
| Bahnhof (Strecke außer Betrieb) | 31,215                                                             | Słaboszów                          | Słaboszów                          |
| Haltepunkt / Haltestelle (Strecke außer Betrieb) |                                                                    | Buszków                            | Buszków                            |
| Abzweig geradeaus und von links (Strecke außer Betrieb) |                                                                    | nach Iżykowice und Góry            | nach Iżykowice und Góry            |
| Bahnhof (Strecke außer Betrieb) | 37,175                                                             | Działoszyce                        | Działoszyce                        |
| Bahnhof (Strecke außer Betrieb) | 40,440                                                             | Podgaje                            | Podgaje                            |
| Bahnhof (Strecke außer Betrieb) | 43,332                                                             | Skalbmierz                         | Skalbmierz                         |
| Bahnhof (Strecke außer Betrieb) | 46,752                                                             | Topola Pińczowska                  | Topola Pińczowska                  |
| Abzweig geradeaus und von links (Strecke außer Betrieb) |                                                                    | nach Jędrzejów                     | nach Jędrzejów                     |
| Bahnhof (Strecke außer Betrieb) | 50,336                                                             | Cudzynowice                        | Cudzynowice                        |
| Bahnhof (Strecke außer Betrieb) | 52,915                                                             | Kaźmierza Wielka                   | Kaźmierza Wielka                   |
| Bahnhof (Strecke außer Betrieb) | 58,338                                                             | Donosy                             | Donosy                             |
| Bahnhof (Strecke außer Betrieb) | 61,521                                                             | Wielgus                            | Wielgus                            |
| Bahnhof (Strecke außer Betrieb) | 66,669                                                             | Ksawerówka                         | Ksawerówka                         |
| Bahnhof (Strecke außer Betrieb) | 71,233                                                             | Kościelec Wąskotorowy              | Kościelec Wąskotorowy              |
| Bahnhof (Strecke außer Betrieb) | 75,227                                                             | Stągniowice                        | Stągniowice                        |
| Bahnhof (Strecke außer Betrieb) | 77,408                                                             | Szreniawa Miechowska               | Szreniawa Miechowska               |
| Bahnhof (Strecke außer Betrieb) | 79,419                                                             | Proszowice                         | Proszowice                         |
| Bahnhof (Strecke außer Betrieb) | 84,011                                                             | Posądza                            | Posądza                            |
| Bahnhof (Strecke außer Betrieb) | 87,365                                                             | Łyszkowice                         | Łyszkowice                         |
| Bahnhof (Strecke außer Betrieb) | 89,658                                                             | Biurków                            | Biurków                            |
| Bahnhof (Strecke außer Betrieb) | 93,093                                                             | Zielona Wąskotorowa                | Zielona Wąskotorowa                |
| Kopfbahnhof Streckenende (Strecke außer Betrieb) | 97,250                                                             | Kocmyrzów Wąskotorowy              | Kocmyrzów Wąskotorowy              |

Die Lokomotivfeldbahn Miechów–Kocmyrzów wurde während des Ersten Weltkriegs vom österreichisch-ungarischen Heer im heutigen Polen verlegt.

## Streckenverlauf
Die etwa 97 km lange Strecke mit einer Spurweite von anfangs 700 und 600 mm und später 750 mm verlief bogenförmig von Miechów über Buszków, Działoszyce, Skalbmierz, Kaźmierza Wielka und Proszowice nach Kocmyrzów.

## Geschichte
Die erste Pferdeeisenbahnlinie mit einer Spurweite von 600 mm wurde um die Jahreswende 1914/15 von Kocmyrzów über Proszowice, Skalbmierz, Działoszyce und Iżykowice nach Góry gebaut. Die Länge der Strecke betrug 67 km.
Die vom k.u. k. Heer verlegte Lokomotivfeldbahn war 59 km lang. Sie hatte eine Spurweite von 700 mm und wurde mit k.u.k. Feldbahn-Dampflokomotiven der Baureihen 3 und 4 betrieben. Sie wurde vom 23. Januar bis zum 1. März 1915 verlegt und anschließend militärisch betrieben um Soldaten, Waffen und Munition sowie Nachschub zu transportieren. Sie führte vom Bahnhof Charsznica über Miechów-Miasto, Buszków, Działoszyce, Iżykowice, Węchadłów, Góry nach Kołków. Beim Lazarett in Iżykowice gab es einen Umladebahnhof von der 700-mm-Lokomotivfeldbahn auf die mit 600-mm-Pferdefeldbahn. Im Mai 1915 begann die Demontage, die bis August 1915 dauerte.

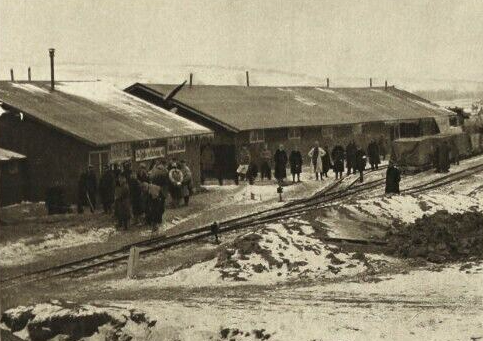
Nebengleis zu den Sanitätsanstalten in Iżykowice
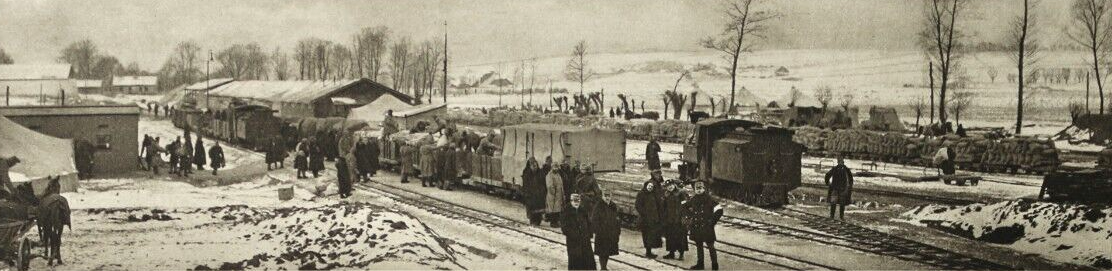
Umladebahnhof Iżykowice von Lokomotivfeldbahn auf Pferdefeldbahn

Im Juni 1916 wurde auf der Trasse der abgebauten Bahn eine 37,6 km lange Strecke von Charsznica nach Działoszyce mit einer Spurweite von 600 mm eröffnet, die mit Dampflokomotiven der k.u.k. Heeres-Rollbahnen betrieben wurde. Im Jahr 1925 wurde sie bis Kazimiera Wielka und dem Knotenpunkt Cudzynowice verlängert, über die sie an das Schmalspur-Netz von Jędrzejów angeschlossen wurde, das u. a. Fahrten nach Jędrzejów, Pińczów und Szczucin ermöglichte.
Die 600-mm-Strecke wurde in vier Phasen eröffnet:
- 1916: Eröffnung des Abschnitts Charsznica Wąskotorowy – Działoszyce
- 1917: Eröffnung des Abschnitts Posądza – Kocmyrzów Wąskotorowy
- 1925: Eröffnung des Abschnitts Działoszyce – Kazimierza Wielka
- 1926: Eröffnung des Abschnitts Kazimierza Wielka – Posądza

Alle Abschnitte hatten anfangs eine Spurweite von 600 mm. In der Zwischenkriegszeit war die Schmalspurbahn das wichtigste Verkehrsmittel für den Personen- und Güterverkehr in der Region. Nach dem Zweiten Weltkrieg wurde die Strecke modernisiert, um den Einsatz von Schienenfahrzeugen mit höherer Kapazität und Höchstgeschwindigkeit zu ermöglichen. In den Jahren 1950–1951 wurden die Gleise umgespurt und die Spurweite auf 750 mm geändert.
Der Bahnverkehr auf der Strecke wurde nach und nach eingestellt:
- 1971: Einstellung des Personenverkehrs auf dem Abschnitt Proszowice – Kocmyrzów Wąskotorowy
- 1976: Einstellung des Personenverkehrs auf dem Abschnitt Kazimierza Wielka – Proszowice
- 1985: Einstellung des Personenverkehrs auf dem Abschnitt Charsznica Wąskotorowy – Kazimierza Wielka
- 1992: Stilllegung und Verschrottung des Abschnitts Charsznica Wąskotorowy – Działoszyce
- 1993: Einstellung des Güterverkehrs auf dem Abschnitt Działoszyce – Kocmyrzów Wąskotorowy
- 1995: Stilllegung und Verschrottung des Abschnitts Działoszyce – Kościelec Wąskotorowy
- 1996: Stilllegung und Verschrottung des Abschnitts Kościelec Wąskotorowy – Kocmyrzów Wąskotorowy

Ein 2020 fertiggestellter Radwanderweg folgt nun einem Teil der Trasse der ehemaligen Schmalspurbahn. An seinem nördlichen Ende befindet sich ein gartenbaulich gestalteter Rastplatz. Es gibt dort einen Unterstand mit Bänken sowie eine Ausstellung über die Geschichte der Eisenbahn. Ein Foto mit einer Schmalspurbahnlok auf einem Gleisrest visualisiert die Dimensionen dieses Verkehrsmittels.

## Bahnhöfe
Der Kopfbahnhof in Stary Miechów (Alt Miechów) hatte sechs Betriebsgleise und fünf Abstellgleise, von denen zwei in einem zweiständigen Lokschuppen endeten. Er wurde stillgelegt, nachdem die Strecke zum Normalspurbahnhof Charsznica verlängert worden war und dort der neue Schmalspur-Endbahnhof Charsznica Wąskotorowa in Betrieb genommen wurde.

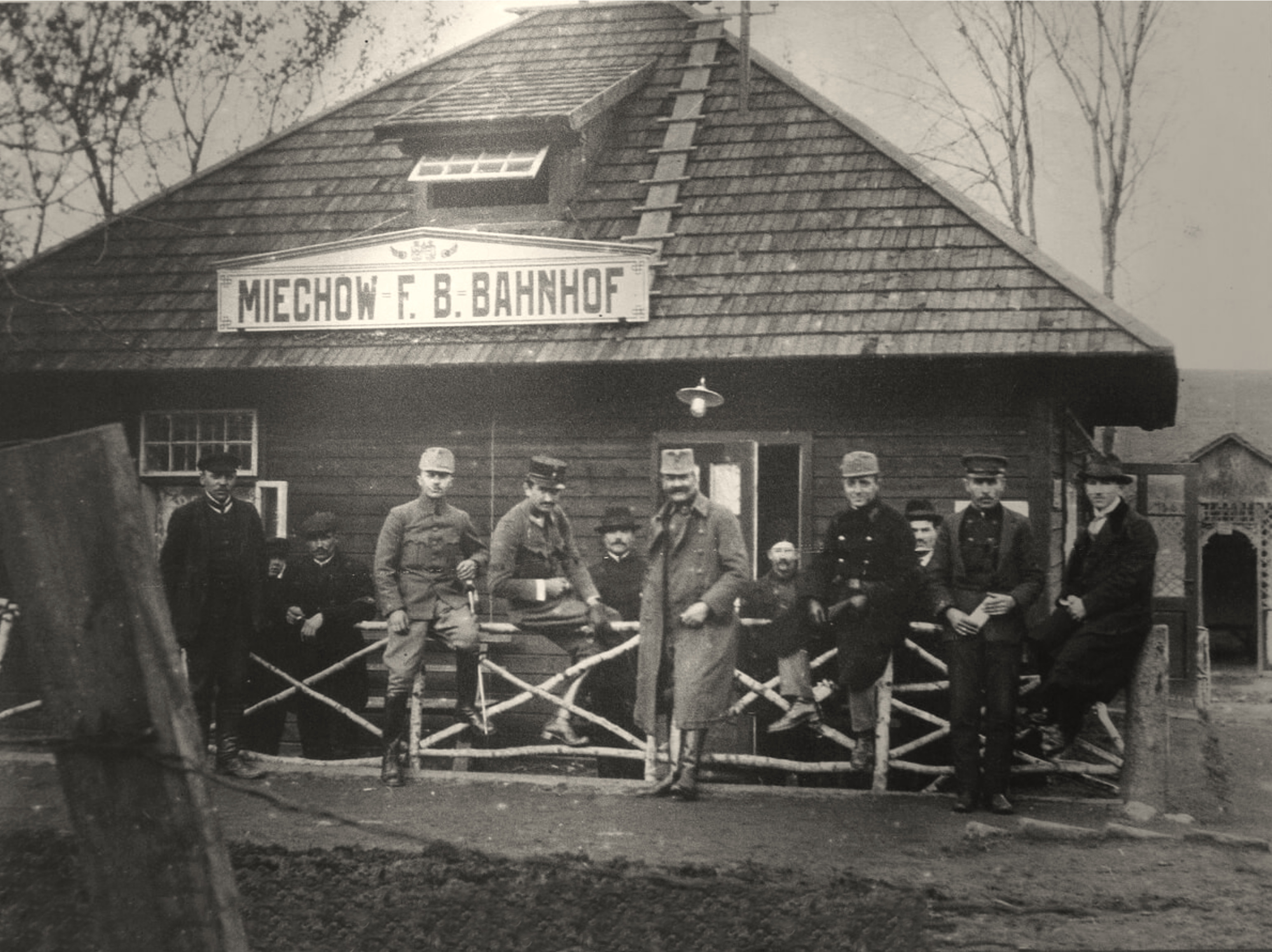
Miechów F. B. Bahnhof
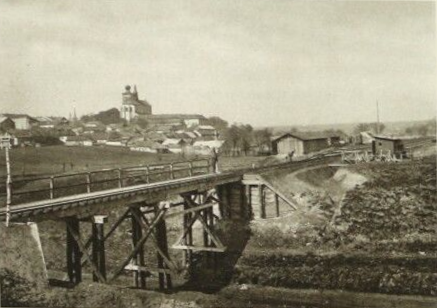
Oberst-Wagner-Brücke und Station Miechów-Stadt
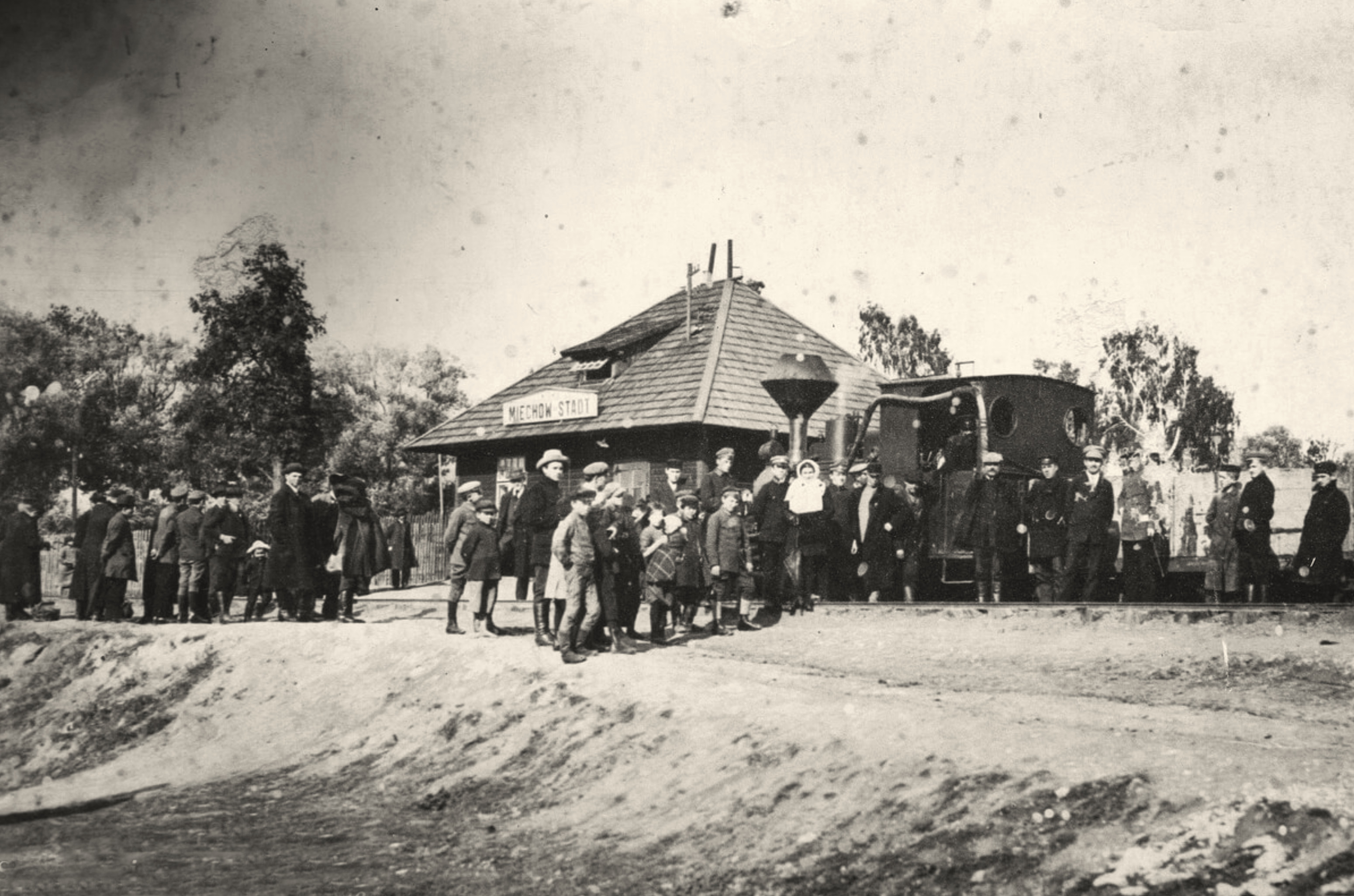
Bahnhof Miechów Stadt

Der Bahnhof Miechów Wąskotorowy (Miechów-Schmalspurbahn-Bahnhof), der auch Miechów Miasto (Miechów-Stadt) genannt wurde, wurde 1916 auf Anordnung des Generalgouvernements (d. h. der österreichischen Verwaltung der besetzten Gebiete) errichtet. 1985 wurde er für den Personenverkehr und 1990 für den Güterverkehr geschlossen. Zwei Bahnhofsgebäude sind erhalten geblieben:
- Das ältere Gebäude (Nr. 8), erbaut 1916, in Fachwerkbauweise, beidseitig verbrettert, wobei die Bretterzwischenräume mit Holzspänen, die mit Gips und Kalk vermischt sind, ausgefüllt sind, mit einem ursprünglich mit Schindeln gedeckten Walmdach und einer Gaube über der Front
- Das jüngere Gebäude (Nr. 8a), erbaut um 1925, aus Ziegeln auf rechteckigem Grundriss, verputzt, teilweise unterkellert, mit einem mit Schindeln gedeckten Walmdach in Holzbauweise mit Dachgauben. Zwischen den Gebäuden befinden sich Überreste des Unterbaus der Bahn.[12]

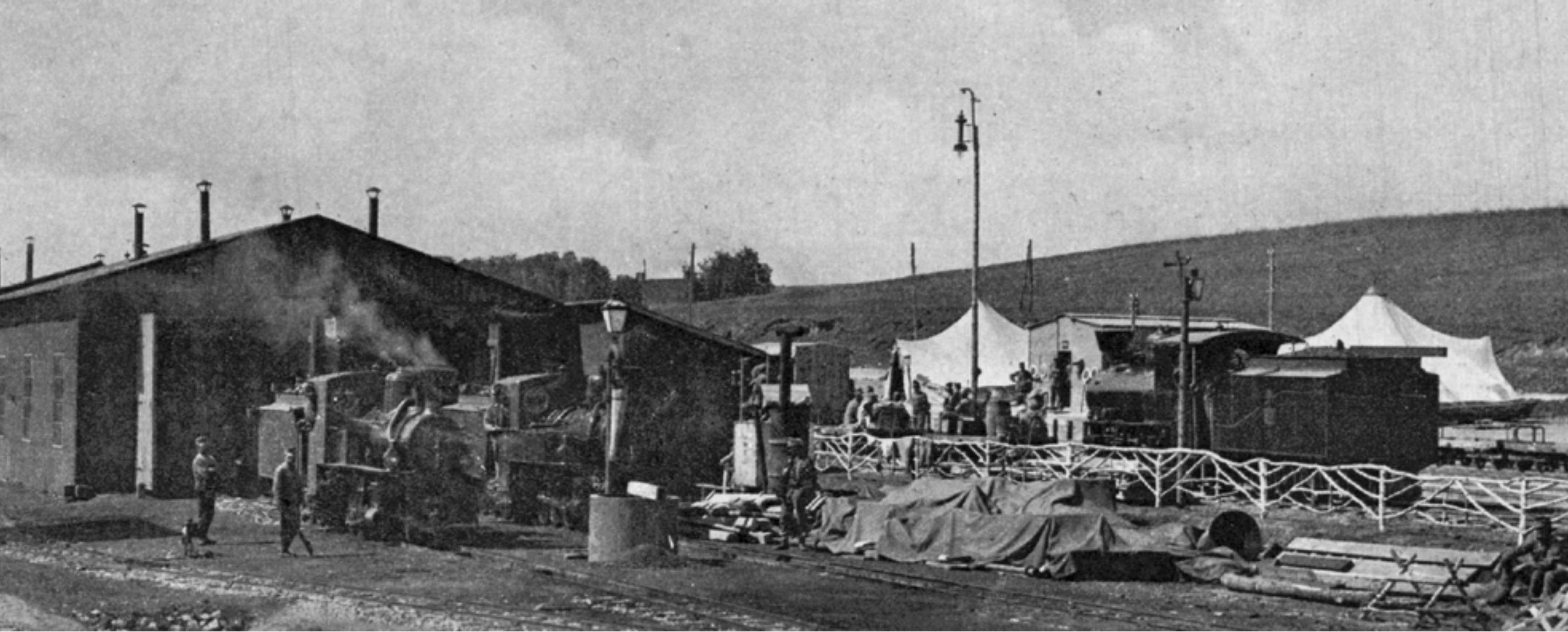
Heizhausrayon und Wasserstation in Buszków Die abgebildeten Lokomotiven der Reihen 3 und 4 hatten, wie alle k.u.k. Feldbahnlokomotiven, eine Spurweite von 700 mm. Die 600-mm-Lokomotiven gehörten zu den k.u.k. Rollbahnen.

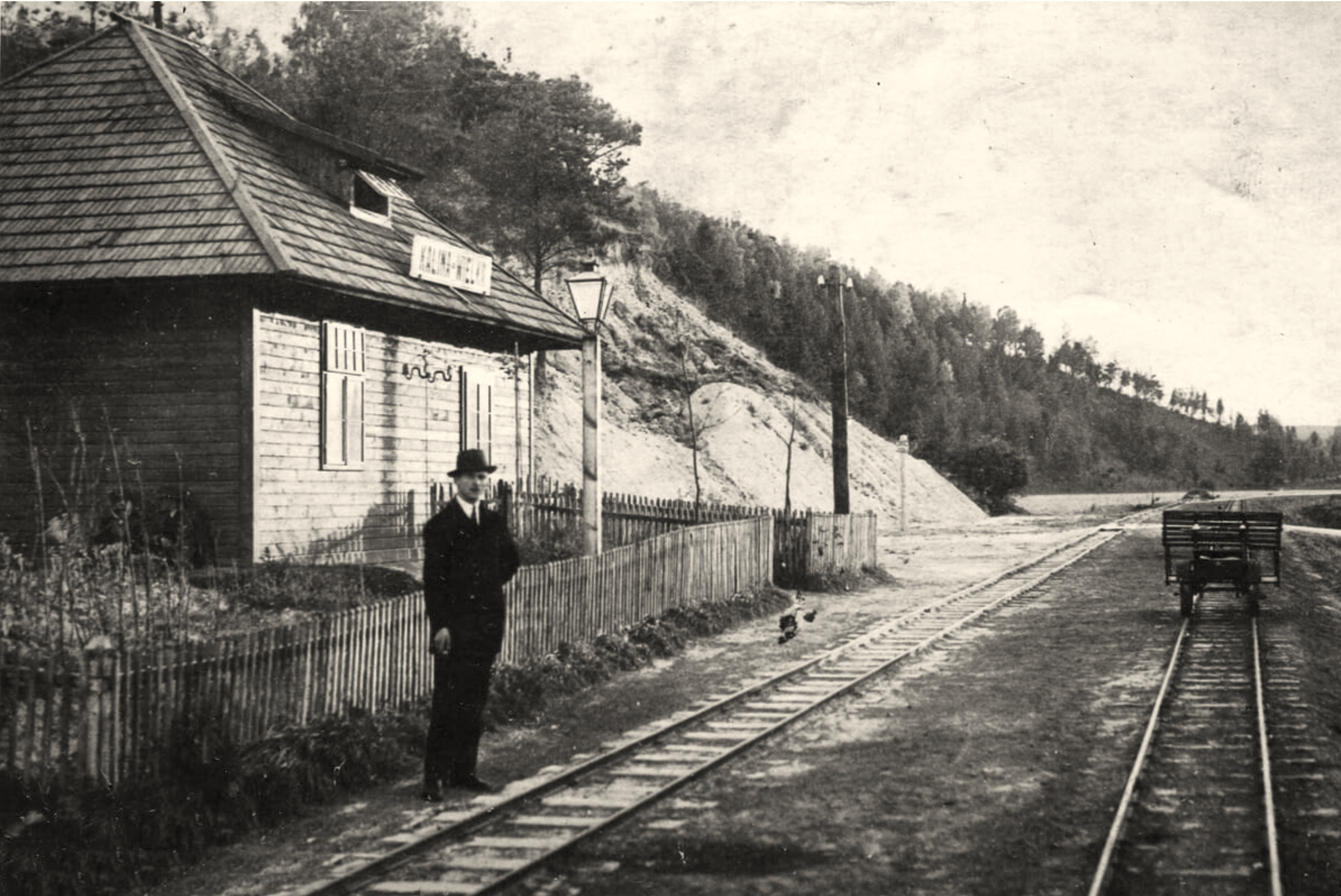
Kalina Wielka
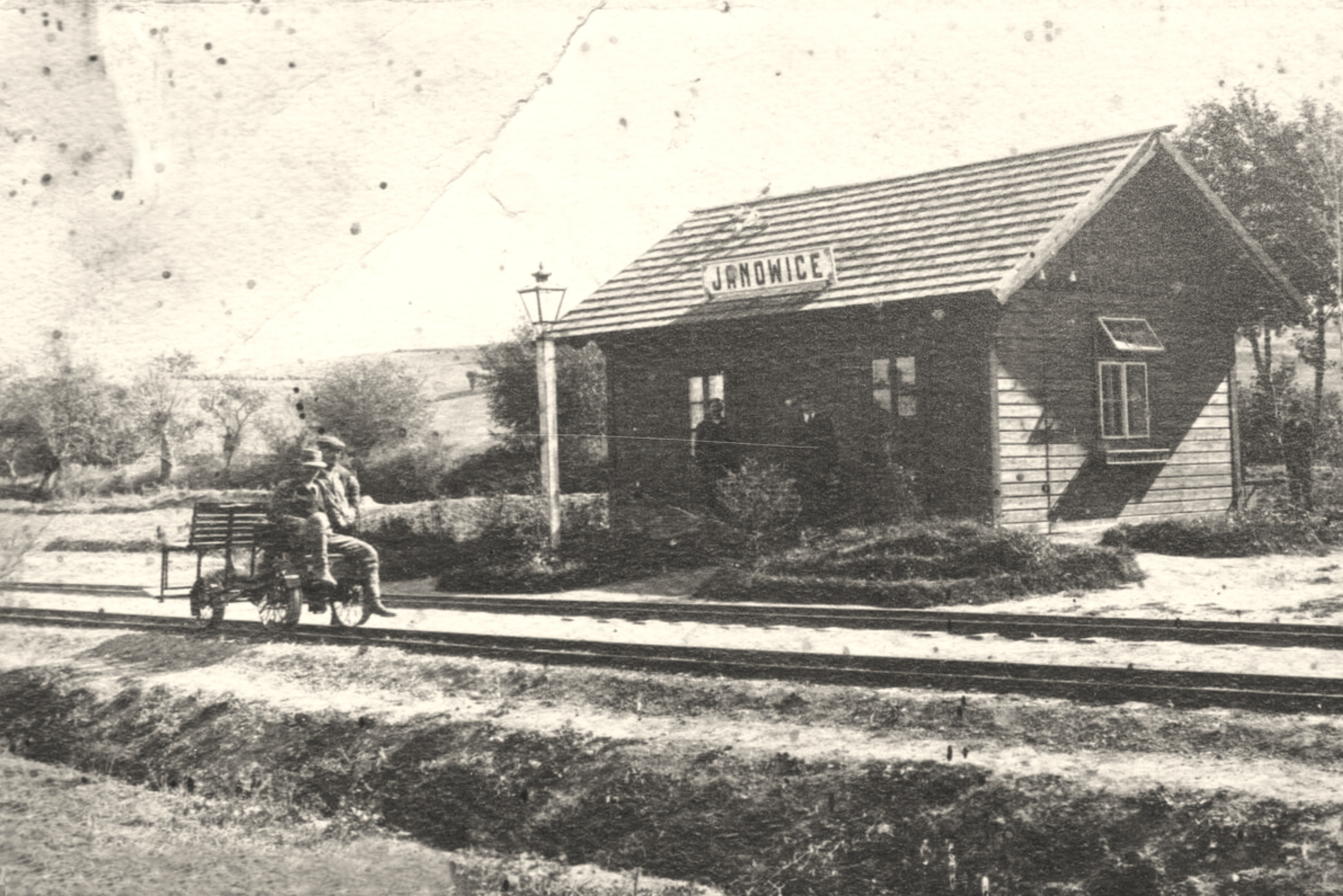
Janowice
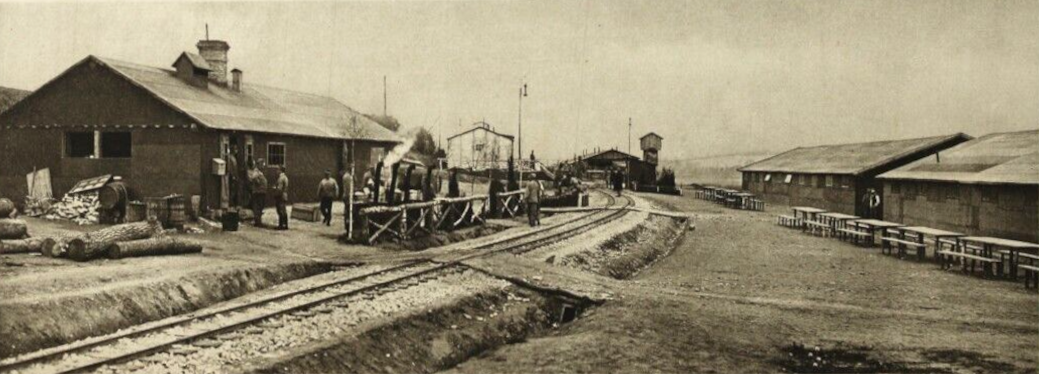
Einfahrt in Buszków